# Erseka

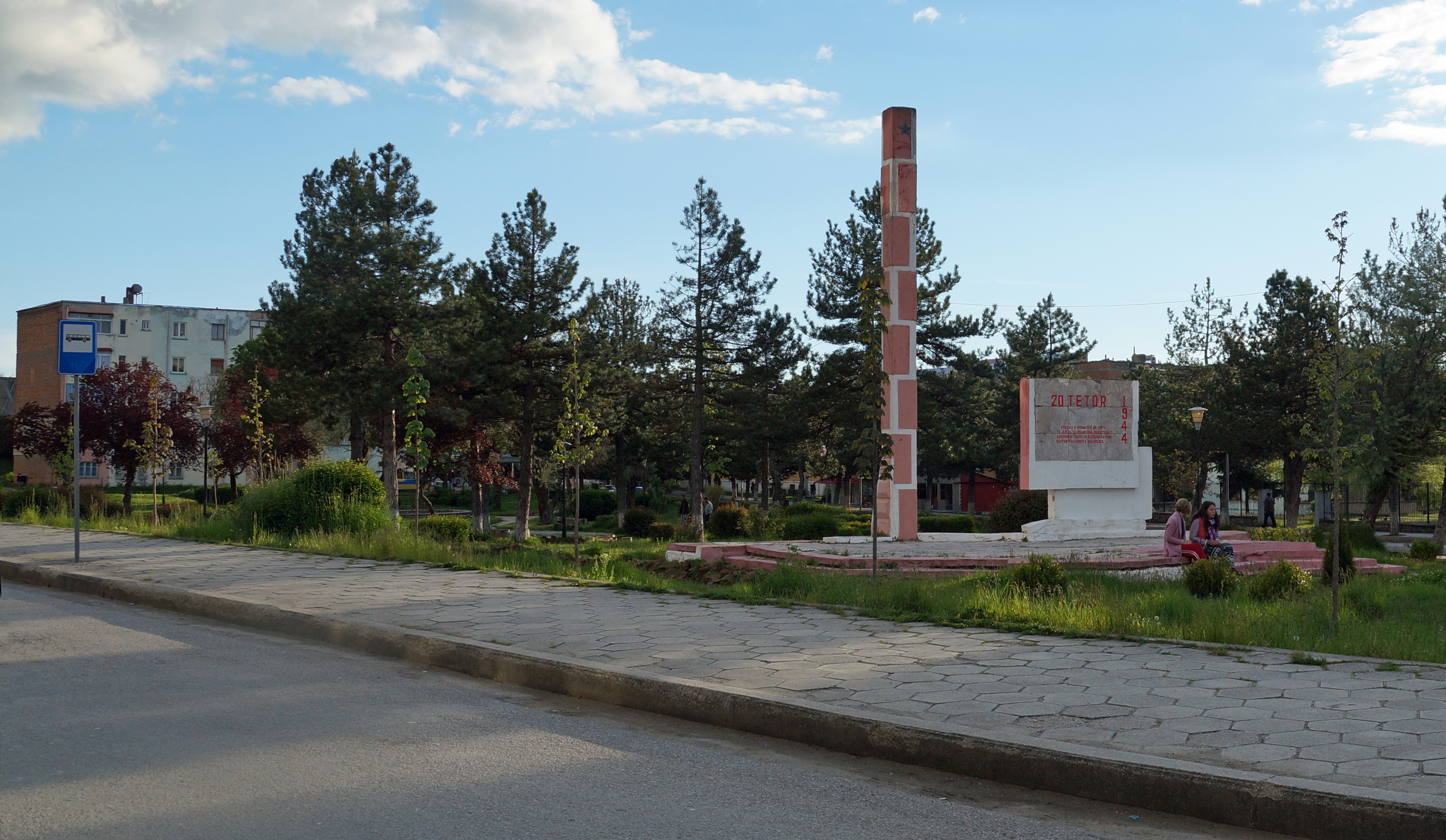
Stadtpark und Denkmal zur Befreiung im Zweiten Weltkrieg

Erseka (albanisch auch Ersekë; griechisch Ερσέκα Erséka) ist eine Kleinstadt im Südosten Albaniens mit 2822 Einwohnern (Volkszählung 2023). Der Ort liegt auf rund 1020 m ü. A. in einer Hochebene, die sich zwischen den Hängen des Bergs Gramoz (2520 m ü. A.) im Osten und dem Tal des Osum-Flusses im Westen erstreckt. Erseka ist Sitz der Gemeinde Kolonja.
Zur osmanischen Zeit war Erseka ein kleiner Marktort. Während der kommunistischen Herrschaft wurden Lebensmittel- und Alkoholproduktionsstätten und die lokale Verwaltung errichtet, so dass sich Erseka zum lokalen Zentrum entwickelte. Bis 2015 war Erseka eine eigenständige Gemeinde (bashkia), die dann mit den anderen Gemeinden des Kreises Kolonja zusammengelegt wurde. 2011 hatte das Städtchen noch 3746 Einwohnern, zehn Jahre zuvor sogar 5499 (Volkszählung 2001).
Heute gibt es in Erseka ein Museum, das Kulturzentrum Fan Stilian Noli, eine Bibliothek mit rund 50.000 Büchern und etwa 250 Dienstleistungs- und Kleinindustriebetriebe. Auch internationale Nichtregierungsorganisationen wie die christlichen Organisationen Agrinas und Pishtarmbajtësit Shqipëri (Fackelträger Albanien) sind in der Stadt vertreten.

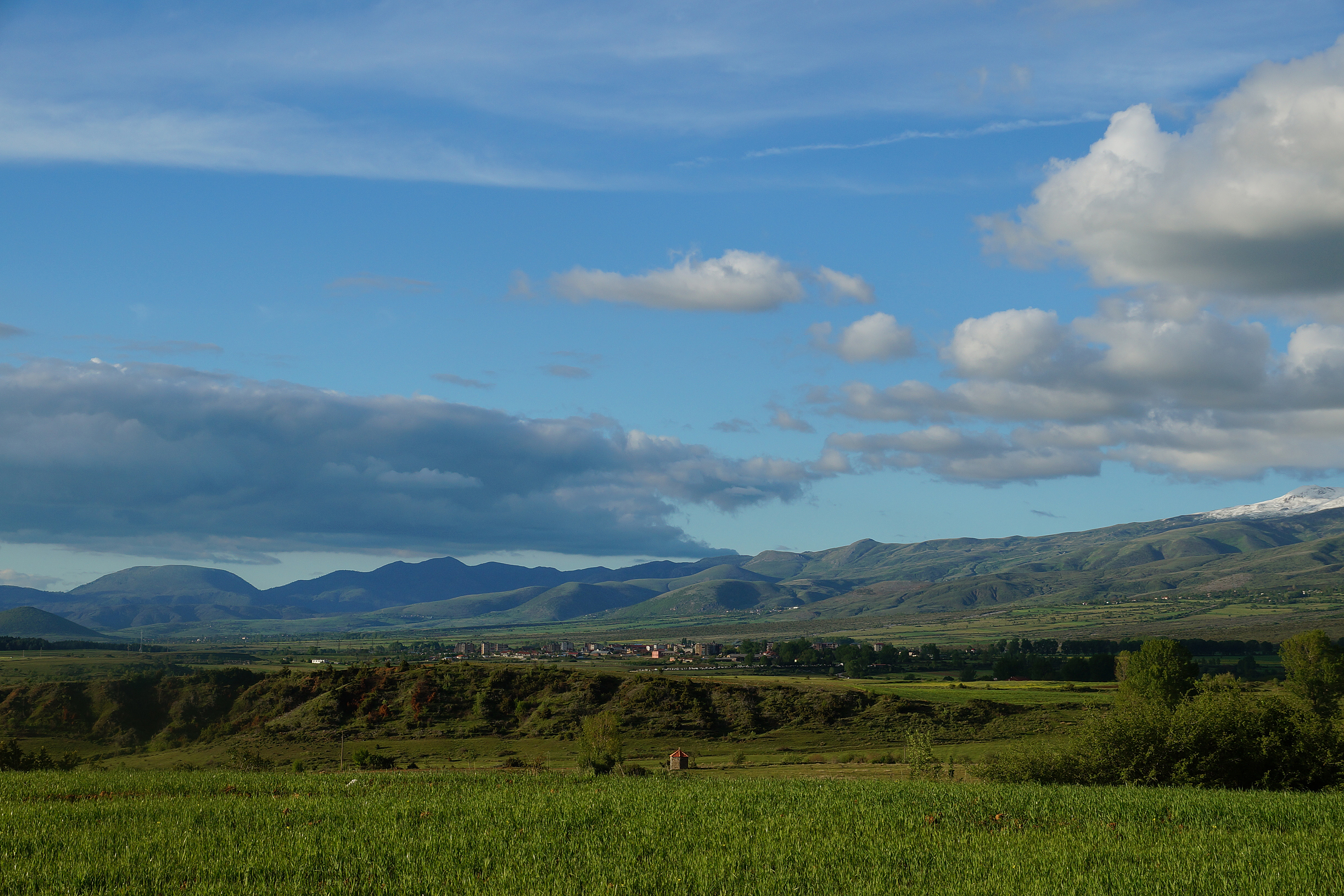
Die Stadt in der sie umgebenden Bergwelt Kolonjas – Blick von Süden gesehen

Erseka liegt sehr abgelegen an der landschaftlich reizvollen Straße von Tepelena über Përmet und Leskovik nach Korça, die Albaniens Südwesten mit dem Südosten verbindet. Bis Korça sind es 45 Kilometer.
Der lokale Fußballverein KS Gramozi Erseka spielte in der Saison 2009/10 in der höchsten Liga, nachdem ihm im Jahr zuvor bereits der Aufstieg in die zweithöchste Liga gelungen war. Seit 2012 spielte er wieder drittklassig.

## Persönlichkeiten
- Petro Dode (* 1924), Politiker